# Морозная ночь
«Морозная ночь» — рассказ русского писателя Алексея Толстого, посвящённый событиям гражданской войны.

## Публикация
Впервые опубликован в 1928 году в сборнике «Писатели — Крыму», Литературный альманах, издание комитета содействия борьбе с последствиями землетрясения в Крыму. С незначительными сокращениями вошёл в XI том Собрания сочинений (ГИЗ, 1929).

## Сюжет
Небольшой город Дебальцево, важный железнодорожным узлом, подвергся атаке белогвардейцев под командованием есаула Чернецова. Офицера Иванова, от имени которого ведётся повествование, посылают в Дебальцево с небольшим отрядом держать фронт. В Дебальцеве к его отряду присоединяются добровольцы, однако силы красноармейцев всё равно малы, и кроме стрелкового оружия у них есть только два пулемёта. Иванов запрашивает из Харькова у Муравьёва артиллерию и пулемёты.
Вскоре Иванов узнаёт, что на Дебальцево движется семь эшелонов белой гвардии, а артиллерия и пулемёты ещё не прибыли. Иванов всеми силами пытается помешать белым добраться до станции первыми: запугивает их по рации артиллерией, отключает весь свет в городе, а потом отправляет навстречу белым состав, который разбивается на путях и на время преграждает дорогу белым. Тем временем прибывает эшелон с артиллерией и боеприпасами.

## Анализ
Рассказ написан одновременно со второй частью романа «Хождение по мукам» — «Восемнадцатый год». Среди исторических документов не найдено никаких сведений, близких по содержанию к сюжету рассказа. Очевидно, Толстой был вдохновлён чьим-то устным рассказом. Фамилия главного героя вымышлена, об этом говорится в самом рассказе. Однако все остальные упоминаемые в рассказе имена принадлежали реальным людям. Например, В. М. Чернецов действительно участвовал в гражданской войне и взял Дебальцево, хоть это и не описывается в рассказе.
Автор снял из текста вступление и концовку, когда рассказ издавался в III томе Собрания сочинений, «Художественная литература», 1935. В вырезанных отрывках описывалось новогоднее застолье, во время которого один из его участников и начинает вспоминать эту историю. Иванов там описывается как умирающий, ослабевший старик. Во вступлении главный герой упоминает имя доктора Манухина, лечившего туберкулёз, этот же доктор упоминается в письме Максима Горького к Александру Амфитеатрову.